# Huseby, Enköpings kommun
Huseby är en gård och by sydväst om Enköping och Svinnegarn i Svinnegarns socken i Enköpings kommun. Från 2015 avgränsar SCB här en småort.